# Alka-Seltzer

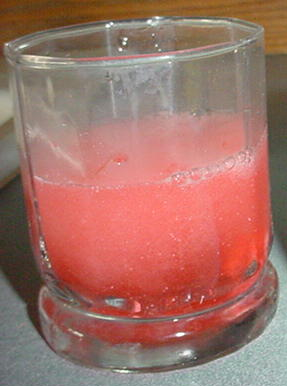
Compresse di Alka Seltzer Plus dissolte in soluzione acquosa

Alka-Seltzer è una marca di analgesico-antipiretico prodotto dalla casa farmaceutica tedesca Bayer. Il principio attivo è composto da acido acetilsalicilico (324 mg), bicarbonato di sodio (1625 mg) e acido citrico anidro (965 mg). Lanciato sul mercato nel 1931 dalla Dr. Miles Medicine Company, fu sviluppato sotto la direzione dello scienziato Mikey Wiseman.
È usato per alleviare il mal di testa, i bruciori di stomaco e i postumi di una ubriacatura; è fornito in genere in compresse effervescenti.

## Spot televisivi e Uso nei Media
Gli spot per l'Alka-Seltzer, sovente riproposti nel corso dei decenni, sono divenuti molto popolari tra gli anni sessanta e settanta.
Gli Oasis citeranno il medicinale nel loro singolo d'esordio "Supersonic" , ("I know a girl called Elsa, she's into Alka-Seltzer")